# Cherryvale (Caroline du Sud)
Pour les articles homonymes, voir Cherryvale.
Cherryvale est une census-designated place située dans le comté de Sumter, dans l’État de Caroline du Sud, aux États-Unis. Lors du recensement de 2020, elle comptait 2 405 habitants.